# Michael Lucas' La Dolce Vita
Michael Lucas' La Dolce Vita es una película pornográfica gay remake de Federico Fellini la clásica La dolce vita, dirigida por Michael Lucas y Tony Dimarco y dirigida por Lucas Entertainment en el 2006.
En 2007 en el GayVN's en San Francisco, obtuvo alrededor de 14 nominaciones por, mejor foto, mejor director (Michael Lucas & Tony DiMarco), mejor trío (Michael Lucas, Derrick Hanson, and Jason Ridge), mejor actor (Michael Lucas) y mejor artista no sexual (Savanna Samson).
El filme consta con las estrellas Michael Lucas, Jason Ridge, Chad Hunt, Cole Ryan, Pete Ross, Derrick Hanson, Ray Star, Brad Star, Jack Bond, Wilson Vasquez, Jonathan Vargas, Ben Andrews, y más. Las escenas no sexuales cuentan con Savanna Samson, Kevin Aviance, Amanda Lepore, Heather Finky Johnny Hanson.

## Casting
- Ben Andrews
- Rod Barry
- Jack Bond
- Jamie Donovan
- Erik Grant
- Derrick Hanson
- Chad Hunt
- Michael Lucas
- Jack MacCarthy
- Spencer Quest
- Jason Ridge
- Pete Ross
- Cole Ryan
- Brad Star
- Ray Star
- Jonathan Vargas
- Wilson Vasquez
- Andrey Velez

## Actores (sin actuación sexual)
- Savanna Samson
- Gus Mattox
- Amanda Lepore
- Michael Musto
- Kevin Aviance
- Johnny Hanson
- Will Clark
- Heather Fink

## Premios
- 2007 GayVN Award Mejor Foto
- 2007 GayVN Award Mejor Actor
- 2007 GayVN Award Mejor Trío
- 2007 GayVN Award Mejor Director
- 2007 GayVN Award Mejor Actor de reparto
- 2007 GayVN Award Mejor Performance
- 2007 GayVN Award Mejor Escena
- 2007 GayVN Award Mejor Edición
- 2007 GayVN Award Mejor Música
- 2007 GayVN Award Mejor Dirección Artística
- 2007 GayVN Award Mejor Videografía
- 2007 GayVN Award Mejor DVD Extras/Edición Especial
- 2007 GayVN Award Mejor Portada
- 2007 GayVN Award Mejor  Campaña de Mercado